# 169
Năm 169 là một năm trong lịch Julius. 